# Langa (kommunhuvudort)
Langa är en kommunhuvudort i Spanien.   Den ligger i provinsen Provincia de Ávila och regionen Kastilien och Leon, i den centrala delen av landet, 120 km nordväst om huvudstaden Madrid. Langa ligger 870 meter över havet och antalet invånare är 550.
Terrängen runt Langa är platt. Runt Langa är det glesbefolkat, med 10 invånare per kvadratkilometer. Närmaste större samhälle är Arévalo, 13,3 km nordost om Langa. Trakten runt Langa består till största delen av jordbruksmark.